# Yōji Watanabe
Yōji Watanabe (渡邊 洋治), né le 14 juin 1923 à Naoetsu (ja), aujourd'hui Jōetsu, dans la préfecture de Niigata au Japon, et mort le 2 novembre 1983 , est un architecte japonais dont les réalisations relèvent du mouvement métaboliste.

## Biographie

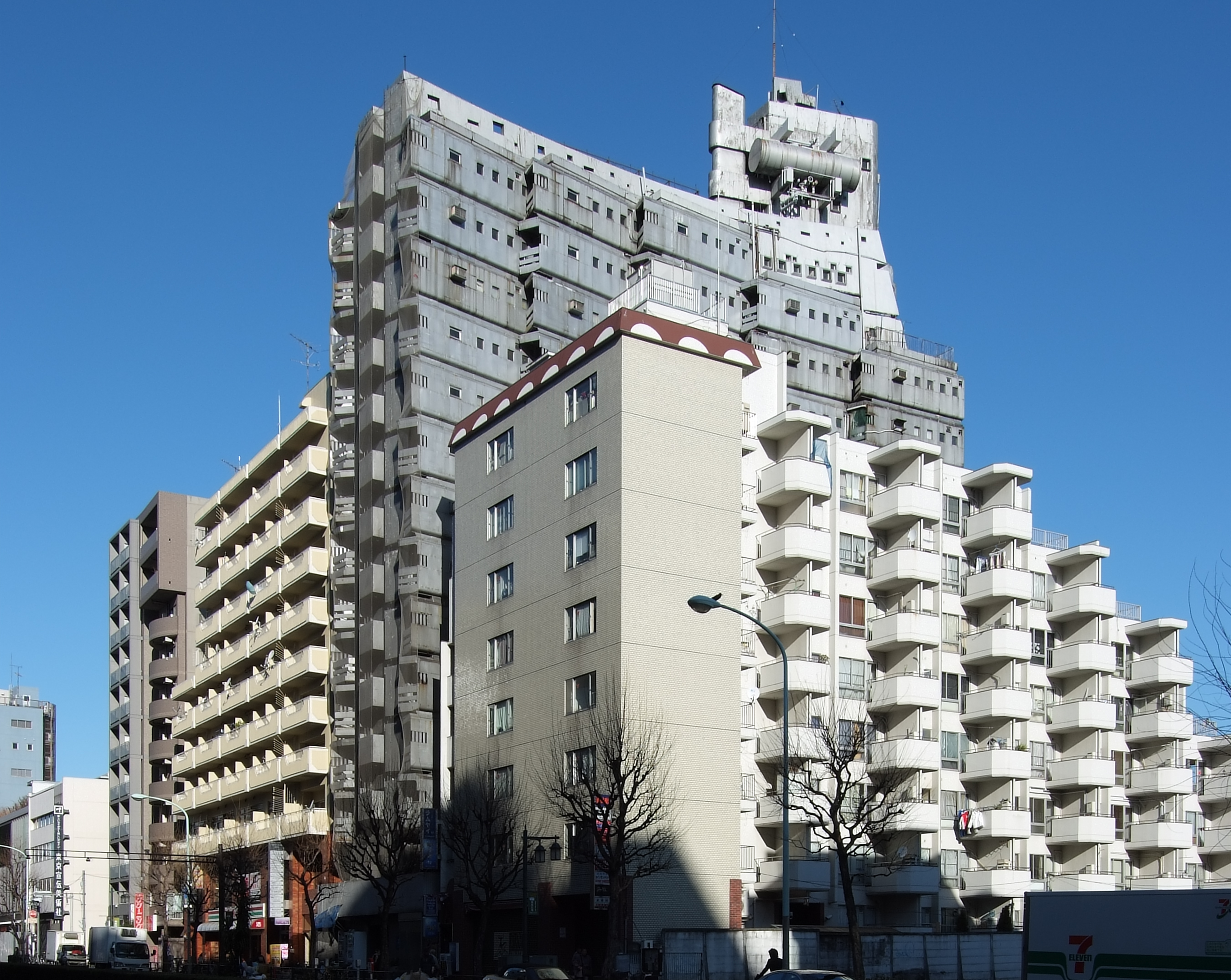
New Sky Building no 3

Watanabe naît à Joetsu en 1923 et étudie jusqu'en 1941 au collège de technologie de Takada. Il travaille ensuite pour le groupe sidérurgique Nihon avant d'être embauché en 1947 par l'agence d'architecture Kume und Partner. Il poursuit ses études jusqu'en 1959 à l'université Waseda et travaille au studio Yoshisaka de Tokio avant d'ouvrir sa propre agence d'architecte. Après la dissolution du CIAM, il adhère aux idées du mouvement métaboliste et démontre leur grande densité, la préfabrication d'éléments individuels et la possibilité d'étendre ses conceptions selon les besoins. C'est ainsi qu'apparaissent les projets « Habitat 70 », réponse au projet de banlieue du « Habitat 67 » de Moshe Safdie, qu'il condense et situe dans un contexte urbain.
Son bâtiment le plus célèbre est sans doute le « New Sky Building no 3 » (1970 à Tokyo), construit avec une forte proportion d'acier et le seul restant aujourd'hui de ses « bâtiments Sky ». Le bâtiment de bureaux et de logements comparable à un cuirassé situé dans l'arrondissent de Shinjuku dispose également d'une forte proportion d'éléments préfabriqués rappelant l'architecture capsule de Kisho Kurokawa, mais n'en possède pas la souplesse.

## Réalisations
- 1961 : Temple Zendo à Itoigawa
- 1968 : Maison Nishida à Tokyo
- 1970 : New Sky Building no 3 à Tokyo

## Source de la traduction
- (de) Cet article est partiellement ou en totalité issu de l’article de Wikipédia en allemand intitulé « Watanabe Yōji » (voir la liste des auteurs).
- Notices d'autorité :   - VIAF
  - ISNI
  - GND
  - Japon